# Hotel Kongen af Danmark
Hotel Kongen af Danmark A/S var et stort dansk hotel, beliggende Holmens Kanal 15 på Gammelholm i København.
Bygningen var tegnet af Theodor Sørensen og opført 1865-66. Hotellet blev etableret i 1872 af R. Kliim. Hotellets bygning blev revet ned 1964 for at give plads til den nye Danmarks Nationalbank.
I Kliims annonce for hotellet fra ca. 1900 står der, at hotellet er: "Beliggende i det smukkeste Kvarteer af Gl. Holm, med Façade mod Kongens Nytorv. 100 Soveværelser & Saloner fra Kr. 1,50 pr. Dag. Table d'hote hver Dag Kl. 4. Hydraulisk Elevator. I Hotellets store, smagfulde Parterre-Lokaliteter er indrettet en Wiener-Cafe (eneste i Kjøbenhavn) med Conditori & Restaurant, udstyrede efter nyeste Wiener-Mønster. Damesaloner. Største Udvalg af inden- og udenlandske Blade og Tidsskrifter."
Selskabet ejede også Næsseslottet med skov og park.
I 1899 bestod bestyrelsen af fire medlemmer og formand var konsul P. Hansen. Aktiekapitalen var dette år på 800.000 kr.
I 1903 begik Mozart Lindberg forsøg på rovmord, da han med en økse overfaldt hotellet natportier for at røve hotellets kassebeholdning.